# Liste der Premierminister von Südafrika
Von 1910 bis 1984 wurde die südafrikanische Regierung jeweils von einem Premierminister geführt, zunächst in der Südafrikanischen Union und ab 1961 in der Republik Südafrika. Dieses Amt wurde während der Amtszeit Pieter Willem Bothas mit Inkrafttreten der neuen Verfassung (1984) abgeschafft und das Präsidentenamt mit exekutiven Vollmachten ausgestattet.

## Südafrikanische Union
| # | Name                        | Bild | Lebensdaten | Amtsantritt       | Amtsabgabe        | Partei                      |
| - | --------------------------- | ---- | ----------- | ----------------- | ----------------- | --------------------------- |
| 1 | Louis Botha                 |      | 1862–1919   | 31. Mai 1910      | 27. August 1919   | South African Party         |
| 2 | Jan Christiaan Smuts        |      | 1870–1950   | 3. September 1919 | 30. Juni 1924     | South African Party         |
| 3 | Barry Hertzog               |      | 1866–1942   | 30. Juni 1924     | 5. September 1939 | National Party/United Party |
| - | Jan Christiaan Smuts        |      | 1870–1950   | 5. September 1939 | 4. Juni 1948      | United Party                |
| 4 | Daniel François Malan       |      | 1874–1959   | 4. Juni 1948      | 30. November 1954 | National Party              |
| 5 | Johannes Gerhardus Strijdom |      | 1893–1958   | 30. November 1954 | 24. August 1958   | National Party              |
| 6 | Hendrik Frensch Verwoerd    |      | 1901–1966   | 2. September 1958 | 6. September 1966 | National Party              |

Die Umwandlung zur Republik erfolgte am 31. Mai 1961.

## Republik Südafrika
| # | Name                       | Bild | Lebensdaten | Amtsantritt        | Amtsabgabe        | Partei         |
| - | -------------------------- | ---- | ----------- | ------------------ | ----------------- | -------------- |
| 1 | Balthazar Johannes Vorster |      | 1915–1983   | 13. September 1966 | 2. Oktober 1978   | National Party |
| 2 | Pieter Willem Botha        |      | 1916–2006   | 9. Oktober 1978    | 3. September 1984 | National Party |

Die Verfassungsreform von 1983 führt 1984 zur Abschaffung des Amts des Premierministers und dem eines repräsentativen Staatspräsidenten und ersetzt diese durch die Funktion eines Staatspräsidenten mit starken exekutiven Befugnissen.